# 長坂重孝
長坂 重孝（ながさか しげたか、1849年1月14日（嘉永元年12月20日） - 1912年（明治45年）7月8日）は、日本の政治家、衆議院議員（2期）。

## 経歴
西端藩江戸藩邸で生まれる。漢学を修め、1870年、西端藩史生試補となり、廃藩置県により額田県出仕となる。愛知県勤務を経て、幡豆郡長から知多郡長、地方衛生会委員となる。
1898年3月の第5回衆議院議員総選挙において愛知7区から自由党公認で立候補して初当選する。同年8月の第6回衆議院議員総選挙では憲政党公認で立候補して再選を果たした。衆議院議員を2期務め、1902年の第7回衆議院議員総選挙では立憲政友会公認で立候補して落選した。
このほか、太陽生命保険、加富登麦酒各(株)常務取締役を務めた。1912年に死去した。